# 西翠蜂鸟
，是雨燕目蜂鸟科的一种鸟类。
西翠蜂鸟体重约2.6克，翼长约45.1毫米，嘴峰长约16毫米，喙宽度约2.1毫米，喙厚度约1.8毫米，跗蹠长约3.9毫米，尾长约27.3毫米。西翠蜂鸟是部分迁徙的鸟类，其栖息在半开放的高大树木组成的森林中，食性为草食性，主要食物来源是植物的花蜜。

## 亚种
- ：分布于哥伦比亚西南部和厄瓜多尔西部的安第斯山脉地区。
- ：分布于哥伦比亚西部和厄瓜多尔西部的太平洋沿岸地区。[5]